# 1896

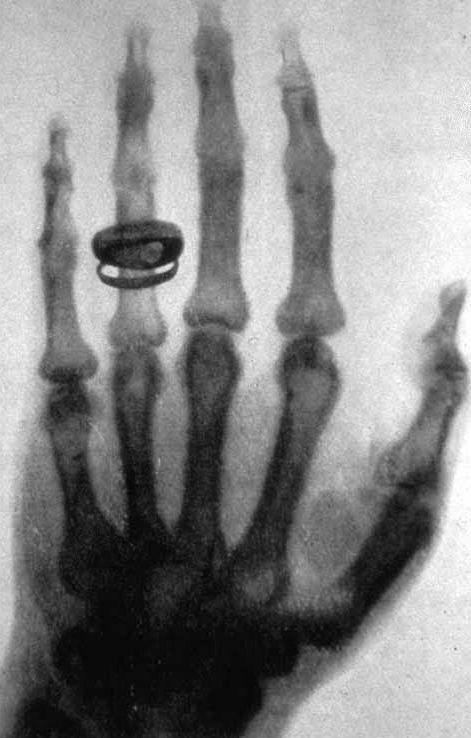
Radiografia a Raggi X effettuata da Wilhelm Röntgen sulla mano di Albert von Kölliker, gennaio 1896.

Il 1896 (MDCCCXCVI in numeri romani) è un anno bisestile del XIX secolo.

## Eventi
- 4 gennaio: agli Stati Uniti si aggiunge il 45º stato chiamato Utah.
- 5 gennaio: un giornale austriaco riporta la notizia della scoperta dei raggi X, fatta da Wilhelm Rontgen.
- 6 gennaio: viene proiettato per la prima volta L'arrivo di un treno alla stazione di La Ciotat di Auguste e Louis Lumière. La leggenda vuole che gli spettatori siano fuggiti dal cinema per paura di essere travolti dal treno.
- 1º febbraio – Torino: Giacomo Puccini presenta La Bohème.
- 1º marzo – Battaglia di Adua: ad Abba Garimà, presso Adua, Etiopia, l'Impero abissino sconfigge le truppe dell'esercito invasore italiano guidate dal generale Oreste Baratieri. Ha termine per l'Italia la Campagna d'Africa Orientale. Francesco Crispi si dimette da Presidente del Consiglio.
- 13 marzo – Italia: il cinematografo arriva in Italia. Il fotografo francese Henry Le Lieure organizza a Roma il primo spettacolo cinematografico italiano.
- aprile: nel suo saggio "Sull'influenza dell'acido carbonico sulla temperatura del suolo" il chimico e fisico svedese Svante Arrhenius mette in relazione la quantità di anidride carbonica nell'atmosfera terrestre con l'innalzamento della temperatura.
- 3 aprile: esce la prima copia del giornale La Gazzetta dello Sport.
- 6 aprile – Atene: inizio della I Olimpiade
- 10 aprile – Atene: Spiridon Louis vince la maratona della I Olimpiade.
- 11 aprile – Atene: alla I Olimpiade Alfréd Hajós vince nel nuoto i 100 m e i 1500 m.
- 28 aprile – Grecia: durante degli scavi fra i resti di una casa, viene scoperta la parte inferiore della statua di bronzo conosciuta come l'auriga di Delfi. La statua verrà portata completamente alla luce il 9 maggio dello stesso anno.
- Entro maggio – Henri Becquerel scopre (febbraio-marzo circa) e spiega correttamente la radioattività.
- 18 maggio – Impero russo: nel campo di Chodynka, presso Mosca, 1.389 persone muoiono schiacciate dalla folla riunitasi per festeggiare l'incoronazione di Nicola II di Russia.
- 16 agosto – Ha inizio la corsa all'oro del Klondike.
- 26-30 settembre – primo Congresso antimassonico internazionale a Trento
- 20 ottobre – si conclude la prima guerra italo-etiope con la firma del trattato di pace di Addis Abeba.
- 30 novembre – Italia: a Udine nasce l'Udinese Calcio
- 15 dicembre: il medico italiano Scipione Riva-Rocci presenta alla stampa scientifica lo sfigmomanometro di sua ideazione.

## Nati
Ci sono circa 1 360 voci su persone nate nel 1896; vedi la pagina Nati nel 1896 per un elenco descrittivo o la categoria Nati nel 1896 per un indice alfabetico.

## Morti
Ci sono circa 400 voci su persone morte nel 1896; vedi la pagina Morti nel 1896 per un elenco descrittivo o la categoria Morti nel 1896 per un indice alfabetico.

## Calendario
| Calendario 1896 | Calendario 1896 | Calendario 1896 | Calendario 1896 | Calendario 1896 | Calendario 1896 | Calendario 1896 | Calendario 1896 | Calendario 1896 | Calendario 1896 | Calendario 1896 | Calendario 1896 | Calendario 1896 | Calendario 1896 | Calendario 1896 | Calendario 1896 | Calendario 1896 | Calendario 1896 | Calendario 1896 | Calendario 1896 | Calendario 1896 | Calendario 1896 | Calendario 1896 | Calendario 1896 | Calendario 1896 | Calendario 1896 | Calendario 1896 | Calendario 1896 | Calendario 1896 | Calendario 1896 | Calendario 1896 | Calendario 1896 | Calendario 1896 |
| --------------- | --------------- | --------------- | --------------- | --------------- | --------------- | --------------- | --------------- | --------------- | --------------- | --------------- | --------------- | --------------- | --------------- | --------------- | --------------- | --------------- | --------------- | --------------- | --------------- | --------------- | --------------- | --------------- | --------------- | --------------- | --------------- | --------------- | --------------- | --------------- | --------------- | --------------- | --------------- | --------------- |
|                 | 1               | 2               | 3               | 4               | 5               | 6               | 7               | 8               | 9               | 10              | 11              | 12              | 13              | 14              | 15              | 16              | 17              | 18              | 19              | 20              | 21              | 22              | 23              | 24              | 25              | 26              | 27              | 28              | 29              | 30              | 31              |                 |
| Gennaio         | Me              | Gi              | Ve              | Sa              | Do              | Lu              | Ma              | Me              | Gi              | Ve              | Sa              | Do              | Lu              | Ma              | Me              | Gi              | Ve              | Sa              | Do              | Lu              | Ma              | Me              | Gi              | Ve              | Sa              | Do              | Lu              | Ma              | Me              | Gi              | Ve              |                 |
| Febbraio        | Sa              | Do              | Lu              | Ma              | Me              | Gi              | Ve              | Sa              | Do              | Lu              | Ma              | Me              | Gi              | Ve              | Sa              | Do              | Lu              | Ma              | Me              | Gi              | Ve              | Sa              | Do              | Lu              | Ma              | Me              | Gi              | Ve              | Sa              |                 |                 |                 |
| Marzo           | Do              | Lu              | Ma              | Me              | Gi              | Ve              | Sa              | Do              | Lu              | Ma              | Me              | Gi              | Ve              | Sa              | Do              | Lu              | Ma              | Me              | Gi              | Ve              | Sa              | Do              | Lu              | Ma              | Me              | Gi              | Ve              | Sa              | Do              | Lu              | Ma              |                 |
| Aprile          | Me              | Gi              | Ve              | Sa              | Do              | Lu              | Ma              | Me              | Gi              | Ve              | Sa              | Do              | Lu              | Ma              | Me              | Gi              | Ve              | Sa              | Do              | Lu              | Ma              | Me              | Gi              | Ve              | Sa              | Do              | Lu              | Ma              | Me              | Gi              |                 |                 |
| Maggio          | Ve              | Sa              | Do              | Lu              | Ma              | Me              | Gi              | Ve              | Sa              | Do              | Lu              | Ma              | Me              | Gi              | Ve              | Sa              | Do              | Lu              | Ma              | Me              | Gi              | Ve              | Sa              | Do              | Lu              | Ma              | Me              | Gi              | Ve              | Sa              | Do              |                 |
| Giugno          | Lu              | Ma              | Me              | Gi              | Ve              | Sa              | Do              | Lu              | Ma              | Me              | Gi              | Ve              | Sa              | Do              | Lu              | Ma              | Me              | Gi              | Ve              | Sa              | Do              | Lu              | Ma              | Me              | Gi              | Ve              | Sa              | Do              | Lu              | Ma              |                 |                 |
| Luglio          | Me              | Gi              | Ve              | Sa              | Do              | Lu              | Ma              | Me              | Gi              | Ve              | Sa              | Do              | Lu              | Ma              | Me              | Gi              | Ve              | Sa              | Do              | Lu              | Ma              | Me              | Gi              | Ve              | Sa              | Do              | Lu              | Ma              | Me              | Gi              | Ve              |                 |
| Agosto          | Sa              | Do              | Lu              | Ma              | Me              | Gi              | Ve              | Sa              | Do              | Lu              | Ma              | Me              | Gi              | Ve              | Sa              | Do              | Lu              | Ma              | Me              | Gi              | Ve              | Sa              | Do              | Lu              | Ma              | Me              | Gi              | Ve              | Sa              | Do              | Lu              |                 |
| Settembre       | Ma              | Me              | Gi              | Ve              | Sa              | Do              | Lu              | Ma              | Me              | Gi              | Ve              | Sa              | Do              | Lu              | Ma              | Me              | Gi              | Ve              | Sa              | Do              | Lu              | Ma              | Me              | Gi              | Ve              | Sa              | Do              | Lu              | Ma              | Me              |                 |                 |
| Ottobre         | Gi              | Ve              | Sa              | Do              | Lu              | Ma              | Me              | Gi              | Ve              | Sa              | Do              | Lu              | Ma              | Me              | Gi              | Ve              | Sa              | Do              | Lu              | Ma              | Me              | Gi              | Ve              | Sa              | Do              | Lu              | Ma              | Me              | Gi              | Ve              | Sa              |                 |
| Novembre        | Do              | Lu              | Ma              | Me              | Gi              | Ve              | Sa              | Do              | Lu              | Ma              | Me              | Gi              | Ve              | Sa              | Do              | Lu              | Ma              | Me              | Gi              | Ve              | Sa              | Do              | Lu              | Ma              | Me              | Gi              | Ve              | Sa              | Do              | Lu              |                 |                 |
| Dicembre        | Ma              | Me              | Gi              | Ve              | Sa              | Do              | Lu              | Ma              | Me              | Gi              | Ve              | Sa              | Do              | Lu              | Ma              | Me              | Gi              | Ve              | Sa              | Do              | Lu              | Ma              | Me              | Gi              | Ve              | Sa              | Do              | Lu              | Ma              | Me              | Gi              |                 |